# هنري ألينغهام

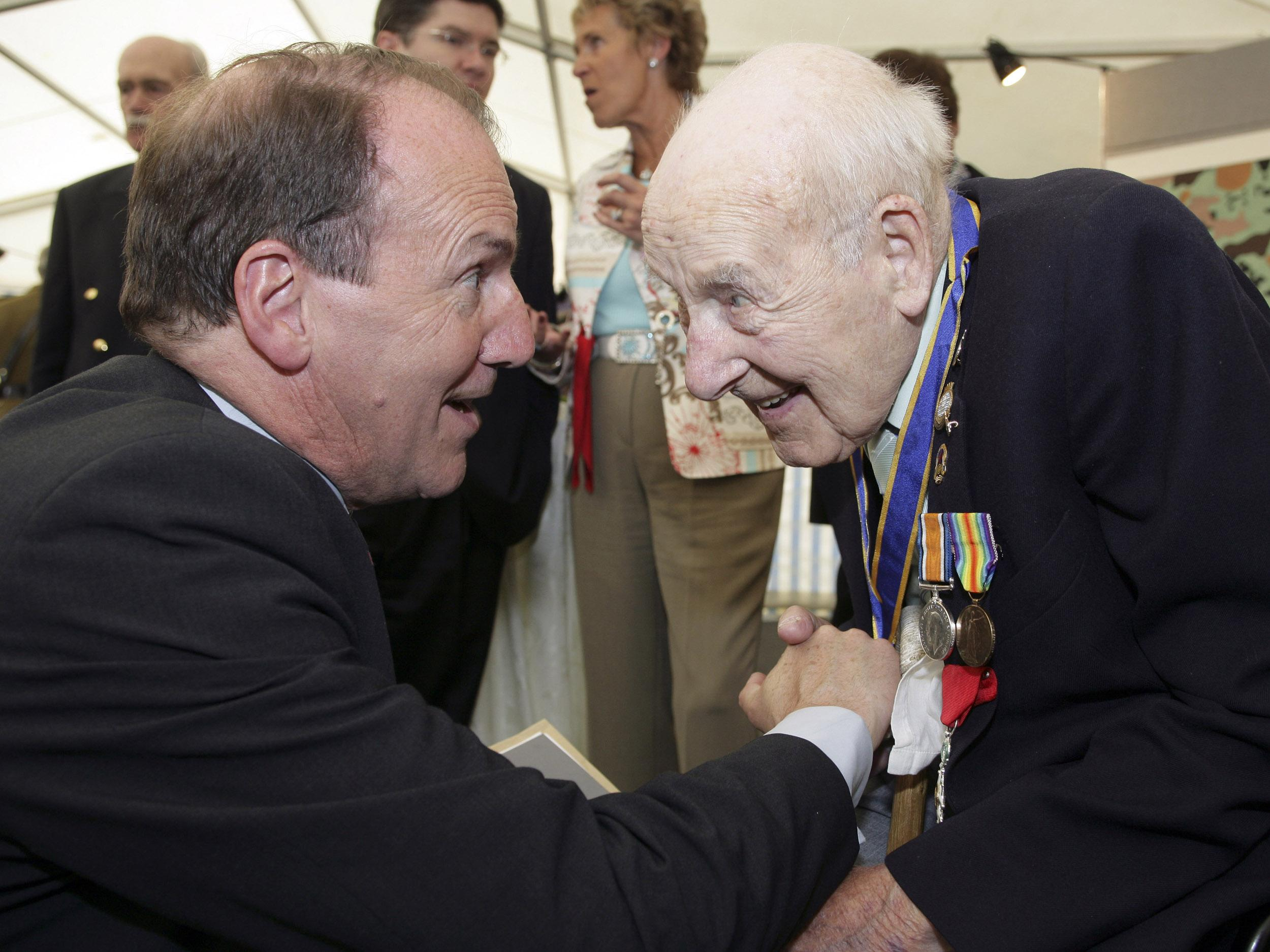
النائب سايمون هيوز (في يسار الصورة) يلتقي مع هنري ألينغهام في متحف الحرب الامبراطوري في 26 يونيو 2006.

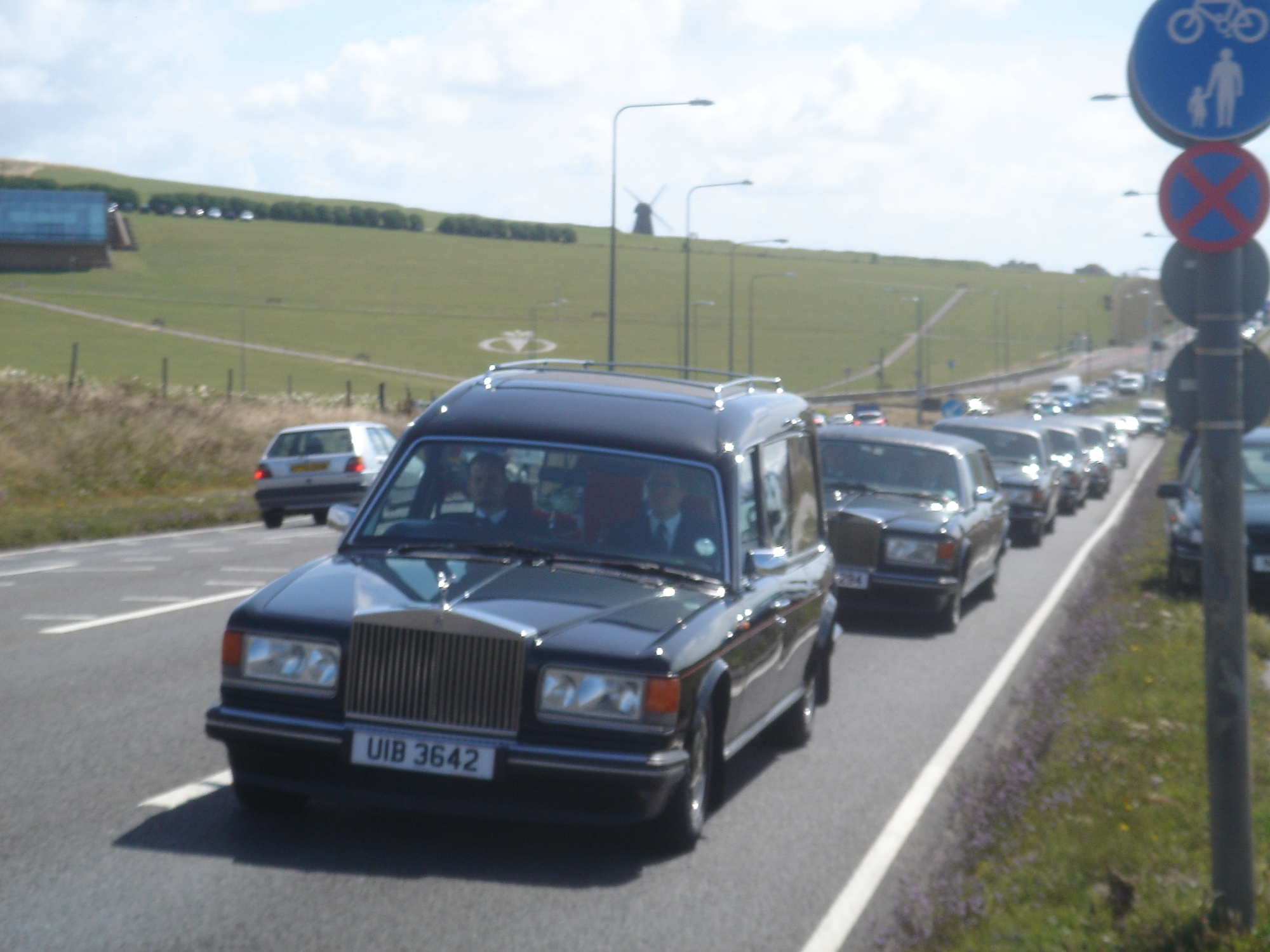
موكب تشييع جثمان هنري ألينغهام بعد خورجه من سان دونستانز إلى كنيسة سان نيكولاس.

هنري ويليام ألينغهام (بالإنجليزية: Henry Allingham)‏ ولد في 6 يونيو 1896 في لندن وتوفي في 18 يوليو 2009. كان عميد الرجال في البشرية أي أكبر رجل في العالم من 19 يونيو 2009 حتى وفاته. وكان أيضا أكبر شخص في القوات المسلحة البريطانية ومن أكبر من شاركوا في الحرب العالمية الأولى، ولذلك يشارك كل سنة في 11 نوفمبر في احتفالات ذكرى الهدنة في سان أومير (باد كاليه).

أثناء الحرب العالمية الأولى، إنضم ألينغهام إلى البحرية الملكية البريطانية في سبتمبر 1915 ثم انتقل إلى سلاح الجو الملكي في أبريل 1918، وشارك كذلك في معركة يولند.

في 13 فبراير 2007، أصبح ألينغهام ثاني أكبر مواطن بريطاني لازال على قيد الحياة. وهمل في هذا التاريخ لقب أكبر شخص أوروبي وثاني أكبر في العالم.

في 19 يونيو 2009، بعد وفاة توموجي تانابي، عميد البشرية عن عمر 113 سنة، حمل ألينغهام لقب عميد البشرية أي أكبر شخص في العالم.

## الوفاة
توفي ألينغهام أثناء النوم في 18 يوليو 2009 عن عمر 113 سنة و42 يوم. بعد وفاته، أصبح هاري باتش أخر محارب بريطاني شارك في الحرب العالمية الأولى لازال على قيد الحياة، ولكن باتش توفي بعد أسبوع من وفاة ألينغهام.

قبل وفاته فسر ألينغهام عن حياته الطويلة بعبارة «التدخين، الويسكي والنساء، وحشيون جدا جدا».

## الصور

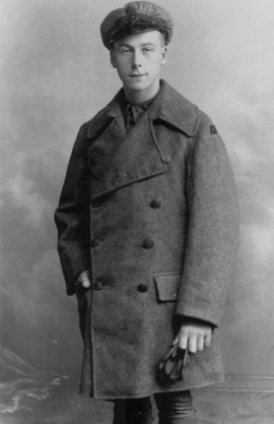
هنا صورته وهو شاب
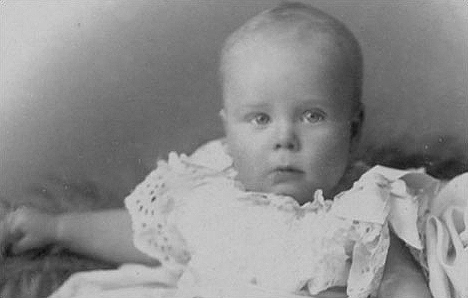
هنا صورته وهو طفل

## مقالات ذات صلة
- عميد البشرية
- عميد الرجال في البشرية